# Coleochaetophyceae
Classe
La classe des Coleochaetophyceae (ou Coléochaetophycées, parfois appelées aussi Coleochaetophyta, ou Coléochaetophytes[réf. nécessaire]), du grec Koleos : gaine et chaite : soie, sont de petites algues (filamenteuses ou discoïdes), phylogénétiquement proches des Embryophytes.
Elles ont été parfois considérées comme le groupe-frère des plantes terrestres, mais il semblerait que cela soit les Charophytes,,. Elles se trouvent en Europe et en Amérique du Nord. Elles comprennent une quinzaine d'espèces. Elles sont parfois considérées comme des Charophycées. Elles pourraient peut-être inclure le genre fossile Parka.

## Description
Ces organismes pluricellulaires se présentent sous la forme de petits coussins portant des tiges ramifiées. Ce sont des thalles hétérotriches (c'est-à-dire avec des filaments rampants et d'autres dressés) ramifiés à croissance intercalaire. Ils disposent d'une assise adhérant au support. Il existe des cas de Coléochaetophycées réduites à leur filament rampant (thalle homotriche rampant) ou bien à leur filament dressé (thalle homotriche dressé). Certaines formes à thalles hétérotriche rampant forment un disque sur le fond, comme chez Coleochaete orbicularis ou encore Coleochaete scutata. Ils possèdent des setae, comme les Chaetosphaeridiophyta, prolongements cytoplasmiques ayant un rôle de défense et pouvant atteindre 100 fois la taille de la cellule végétative. Leur base est entourée d'une gaine, d'où leur nom. Sur la base de ce caractère, les Chaetosphaeridiophytes ont été considérées comme appartenant aux Coléochaeophycées. Les cellules possèdent un unique chloroplaste. Les chloroplastes des Coléochaetophycées contiennent un pyrénoïde, comme les Anthocérophytes.

## Cycle de vie
Le cycle est haplodiplophasique digénétique avec une phase sporophytique réduite par rapport à la phase gaméytophytique. Il y a oogamie (chez les Coleochate), ou au moins une anisogamie très prononcée. Chez les Coléochaetophycées, les cellules-œuf émettent une protubérance en forme de poil de la paroi cellulaire qui se désintègre lorsque la cellule est prête pour la fécondation et qui exude des molécules capables d'attirer les anthérozoïdes incolores et biflagellés. Ceux-ci sont émis à partir de branches anthéridiales et peuvent pénétrer dans le tube formé par le poil. Après fécondation il y a caryogamie (fusion des noyaux) tardive. Certaines coléochétophytes sont monoïques, d'autres sont dioïques, ce qui leur procure un avantage en augmentant la variabilité dans la population, mais un désavantage si les pieds mâle et femelle sont situés trop loin de l'autre. La reproduction a lieu vers la fin de l'été. Il existe des similitudes entre les Coléochaetophycées et les Embryophytes, par exemple les zygotes sont retenus dans le gamétange femelle. Juste après la fécondation le zygote s'agrandit en accumulant de l'amidon et des lipides. Les cellules végétatives situées en périphérie se divisent pour former une couche de cellules corticales. Il existe des transferts de nutriments (acides aminés, sucres...) entre le gamétophyte et l'embryon, comme chez les plantes terrestres. La méiose a lieu très rapidement, durant la phase d'agrandissement et elle est suivie de plusieurs mitoses, ce qui donne huit méiospores biflagellés haploïdes, les zoospores, comportant une couche de plaques. Chaque zoospore donne des individus identiques

## Écologie
Les Coléochaetophycées vivent en eau douce ou dans des zones littorales peu profondes. Ces végétaux sont épiphytes sur des Scirpus ou bien des Potamogeton ou bien vivent sur des substrats minéraux, et se trouvent en eau douce ou salée en zones peu profondes.

## Liste des ordres et familles

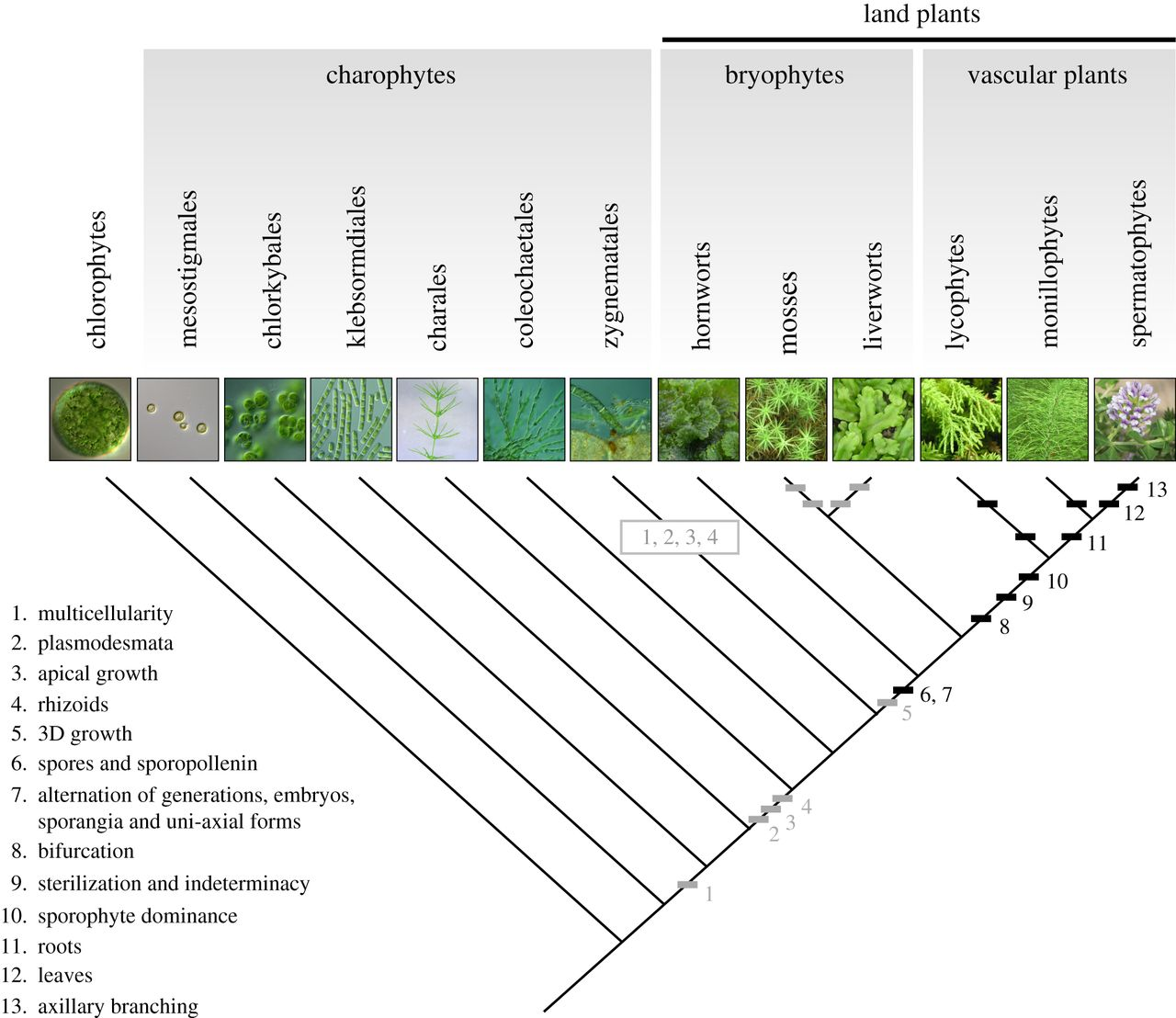
Évolution des principales structures et des plans d'organisation chez les plantes. Les Charales et leur groupe frère les Coleochaetales possèdent des caractères communs (plasmodesmes, mitoses qui favorisent le développement de thalles plus importants puis de parenchymes qui assurent une meilleure thermorégulation et l'homéohydrie, flavonoïdes qui protègent les plantes contre les rayons ultraviolets et la photo-oxydation, précurseur chimique de la cutine qui prévient de la dessiccation, lignine assurant le port dressé et armant les vaisseaux conducteurs) qui ont contribué à la conquête du milieu terrestre.

Selon AlgaeBase (23 mars 2019) et ITIS (23 mars 2019) :
- ordre Chaetosphaeridiales (en) Marin & Melkonian
- ordre Coleochaetales (en) Chadefaud

Selon NCBI (22 mars 2012) :
- ordre Coleochaetales
  - famille Chaetosphaeridiaceae
  - famille Coleochaetaceae